# 新西兰互联网审查
紐西蘭網際網路審查（英語：Internet censorship in New Zealand）主要依《影片、錄影帶與出版物分級法》（Films, Videos, and Publications Classification Act 1993，下稱1993年分級法）對「objectionable／不當出版物」的禁止與刑罰規範運作；行政執法由內政部（Department of Internal Affairs, DIA）所屬數位安全與「出版物稽查官」（Inspectors of Publications）負責，分級裁決由獨立的紐西蘭分級辦公室（Classification Office, 又稱Te Mana Whakaatu）作成。
在一般情況下，紐西蘭並無針對政治或一般言論的全國性網路過濾機制；政府與業界主要針對兒少性虐待影像（CSAM）與極端暴力／恐怖主義宣傳內容採取限制、下架與刑事偵辦。

## 法律與政策框架

### 1993年分級法（FVPC Act 1993）
該法為紐西蘭的核心審查立法...（以下同原文）

## 執行與主管機關
- 分級／審查：紐西蘭分級辦公室...

## 網路過濾與封鎖
兒少性虐待影像（CSAM）過濾
DIA營運數位兒少剝削過濾系統...

## 國際倡議：基督城呼籲
2019年5月，紐西蘭與法國共同發起「基督城呼籲」...

## 評估與爭議
多份國際報告將紐西蘭網路環境評為「自由」...

## 另見
- 紐西蘭分級辦公室
- 內政部 (紐西蘭)
- 基督城清真寺槍擊案
- 網際網路審查

## 外部連結
- Classification Office（Te Mana Whakaatu）：官方網站
- Department of Internal Affairs – Digital safety：官方專區
- Netsafe（核可機構）：官方網站
- Christchurch Call（基督城呼籲）：官方網站